# Ekorrsjön
Ekorrsjön är en sjö i Bergs kommun i Härjedalen och ingår i Ljungans huvudavrinningsområde. Sjön har en area på 0,279 kvadratkilometer och ligger 618,5 meter över havet. Sjön avvattnas av vattendraget Ekorrbäcken.

## Delavrinningsområde
Ekorrsjön ingår i det delavrinningsområde (697719-137706) som SMHI kallar för Utloppet av Ekorrsjön. Medelhöjden är 660 meter över havet och ytan är 3,99 kvadratkilometer. Räknas de 2 avrinningsområdena uppströms in blir den ackumulerade arean 27,38 kvadratkilometer. Ekorrbäcken som avvattnar avrinningsområdet har biflödesordning 2, vilket innebär att vattnet flödar genom totalt 2 vattendrag innan det når havet efter 301 kilometer. Avrinningsområdet består mestadels av skog (93 procent). Avrinningsområdet har 0,28 kvadratkilometer vattenytor vilket ger det en sjöprocent på 7 procent.